# 伯尔赫斯·弗雷德里克·斯金纳
伯尔赫斯·弗雷德里克·斯金纳（英語：Burrhus Frederic Skinner，1904年3月20日—1990年8月18日），美国心理学家，行为学家，作家，发明家，社会学者。斯金纳是新行为主义的主要代表。他在1958至1974年间担任哈佛大学心理教授的职位。他引入了操作制約，还写了著名的小说《桃源二村》。
斯金纳发明了斯金纳箱，引入操作制約来解释这一现象。他改革激进行为主义并且创立实验型分析行为学。他在人类行为学上的作为在《言语行为》一书的出版后达到顶峰。
在心理学研究中，斯金纳首先提出并改进了反应率这一概念作为因变量。他还发明了累积性记录作为测量反应率的工具，后者为他的著名行为学理念强化的提出奠定了基础。在2002年六月的一个调查中，斯金纳被认为是20世纪最有影响力的心理学家之一。

## 生平
斯金纳出生于宾夕法尼亚州的萨斯奎哈纳河畔。他的父亲叫做威廉·斯金纳，是一个律师。他的母亲叫做格蕾丝·斯金纳，是長老教會的成員。他幼年时祖母曾跟他描述过地狱，那使他非常害怕。后来在一位自由主义基督教老师试图减轻这种恐惧之后，斯金纳变成了一位无神论者。
他在纽约读中学，到1926年为止他在大学里学艺术和语言学。本来他想成为作家，但他在给学校投稿时因为是无神论者而与所在的宗教学校理念背道而驰，仅仅在报纸中发表了约十多篇文章。按他的女儿写的传记他是在这个时候读了伊万·巴甫洛夫和约翰·华生的著作的。因此，在1926年收到文学学士学位后，他进入了哈佛大学。毕业后，他在父母的家里呆了一年试图成为一名小说家。可是很快他的作家梦破灭了，因为他没有什么文字功底，也不知道要写些什么。一次偶然让他拜读了沃森的行为学，这让他首次接触到了心理学，并为他日后在行为学的作为铺平了道路。
1931年，斯金纳收到了哈佛大学的哲学博士学位，并作为研究者留任至1936年。在1946年到1947年左右，他先后前往明尼苏达大学和印第安纳大学任心理部门主任。1958年，他回到哈佛大学成为了哈佛大学终身教授直到他因白血病死于1990年。
斯金纳是一个颇受争议的人物。有人叫他魔鬼，也有人认为他是神明。事实上，他的个性非常符合一个创新科学家的形象——勤勉认真，注重实际，尊重事实，也有一点小小的神经质。

### 斯金纳箱
斯金纳箱（Skinner box）内装有一个操纵杆，下面有一个是食物盘，操纵杆与提供食丸的装置相连。只要箱内的动物按压操纵杆，就会有一粒食丸滚到食物盘内。斯金纳将饥饿的白鼠放于箱内，白鼠在箱内乱跑，活动中偶尔踏上操作杆，就有一粒食丸掉落在食物盘内，白鼠便吃到了食丸。白鼠经过几次尝试，会不断按压杠杆，直到吃饱为止。于是斯金纳认为，有机体做出的反应与其随后出现的刺激条件之间的关系对行为起着控制作用，它能影响以后反应发生的概率。

### 奖赏作为学习的动机
通过他的试验他发现老鼠不仅由“事先”的刺激激发拨动开关，而且也由“事后”的刺激拨动开关。他发现动物的行动不仅仅是简单的“刺激-反应”，动物的行动也受到周围环境的影响，比如事后的饲料奖赏。斯金纳将这个行为称为“制約”，他不用“学习”这个词，因为他认为学习这个词含有动物有意图地做一件事的含义，而这个意图并没有在这个试验中反映出来，因此是不科学的。

### 战鸽
由于他的动物心理学试验非常成功，因此他1931年获得博士学位后继续在哈佛待了五年，继续他的独立研究。1936年他转到明尼亚波利斯的明尼苏达大学，但在那里他没有继续他的工作。1944年，在第二次世界大战中德国开始使用火箭攻击英国，而盟军当时还没有类似的武器，因此斯金纳又开始了他的试验研究。他的研究（今天看来非常古怪）是一个绝对保密的军事研究。他打算训练鸽子，让它们用它们的啄的动作来控制火箭的飞行。后来这个控制由雷达来指挥，没有用鸽子。但他的试验也获得了一些科学结果，一些鸽子的行为的电影非常有效地证明了迷信的起源。之後斯金纳開始藉由老鼠來進行實驗，因為老鼠活得更久且較易處理及飼養。
該研究使斯金納獲得2024年搞笑諾貝爾獎和平獎。

### 生活在一个计划社会中
1948年斯金纳回到哈佛并在那里一直待到他1974年退休。同年他发表了《桃源二村》。在这部小说中他描写了在一个操作制約所形成的社会中的生活。直到今天这部小说依然有很大的意义。这本至今很值得读的小说也是斯金纳最著名的著作。由于书中所描写的社会和行为技术它被看作是一个反面的乌托邦，这与斯金纳本来的意图正好相反。书中并未回答一个非常重要的问题：誰有資格創造控制著每個人每個生活細節之社會規則的權力。

### 程序学习和语言实验室
使用他的动物试验的经验和他在《桃源二村》(Walden two)中已经描写过的学习理论斯金纳提出了程序学习的学习方法。他将学习的内容分为许多小块。学习的人在学会后获得可以学下一步的奖励。这样尤其是自学的人可以不断鼓励自己学习和控制学习的进展。语言实验室也是斯金纳的发明。
斯金纳的主要著作《科学与人类行为》是1953年发表的，但他一直到高龄依然写书和文章，甚至在1989年他被诊断患白血病后依然在写作。在他逝世前十天他还在美国心理学协会作报告。他的女儿说：“他在1990年8月18日，他逝世的当日，完成了这次报告的文章。”

## 操作制約简述
斯金纳引入了操作制約这个概念来与古典制約相区别。
最初由伊万·巴甫洛夫发现的古典制約是对一个固定的刺激的反应。除一般的刺激（比如饲料）外同时还有另一个完全不同的刺激（比如铃声），因此在制約成功地建立后只要铃声响就会有唾液流出。
操作制約与此不同的是在这里还增加了一个新的元素：行为后还有一个后果。尤其对试验动物好的后果的效果特别有效，比如奖励饲料。但不好的后果也可以训练出来，比如对猫或其它试验动物使用水枪进行惩罚。
也就是说，古典制約只是基于已存在的反应上对它进行变化，而操作条件性反应则产生了新的行为模式。训马早就采纳了斯金纳系统化的行为研究所获得的技术了。
用公式来表示：
- 刺激 ⇒ 反应
- 刺激 ⇒ 反应 ⇒ 后果

## 行為取向學習理論的建構
藉由史金納箱的實驗，即是讓受試者置於一個控制穩定的情境，對於行為後果給予系統性的改變，並觀察行為改變的情形。也因為史金納操作制約的研究，使得行為取向的學習理論大體建立，並產生了若干原則，可以提供教育現場進行觀察與應用。
1. 行為後果：行為會因為立即性後果而改變，比如獎賞、懲罰學生都必須重視時效。
2. 增強物：不僅限於食物以及金錢等原級增強物(primary reinforcer)，尚有次級增強物(secondary reinforcer)，如社會增強物、活動增強物、代幣增強物等。亦有正增強物及負增強物，負增強物並非等於懲罰。比如前幾週的新聞，家長與學生對話內容，將加油站小弟視為是一種低賤的工作，即是一種負增強作用。
3. 內在外在增強物：由於內在動機從事增強物及行為，即是內在增強物，其他均屬外在動機。
4. 懲罰物與懲罰：進行懲罰時，如果沒有減少該行為出現的頻率，後果就不是懲罰物。有如學生藉由離開教室以躲避教室內的上課環境。在方法普遍上有兩種：呈現型懲罰(責罵、體罰)及撤離型懲罰(暫停法)。
5. 後果的立即性：小而立即的增強效果，高於大而延宕的增強物。
6. 塑造：指學習一個新技能或行為，只要對象更接近終點行為，就給予增強，直到學會為止。
7. 消弱：增強物可以強化行為，但是當增強物取消時，行為一般很容易弱化，最後消失不見。在教學現場老師可用於忽視學生的課堂不當行為。
8. 增強的時制：一開始固定時距比例增強可以幫助激勵一個人做大量的工作，然而若以長時間來看，不定比例時距增強效果還遠高過固定比例時距增強。
9. 維持：行為本身就有增強力量，透過從事學習行為本身就能帶來樂趣；也因此即使他們並未得到原先的增強，仍能達到行為維持的效果。
10. 先行物的角色：不是行為之後的後果有影響力，行為前的刺激如辨別、類化技巧都可以發揮作用。在班級經營上，透過辨別行動，可以避免學生浪費時間嘗試錯誤；類化技巧則可以幫助學生將學習到的新觀念類化到不同情境之上。

## 延伸阅读
- Chiesa, M. (2004).Radical Behaviorism: The Philosophy and the Science ISBN
- Epstein, R. (1997) Skinner as self-manager. Journal of applied behavior analysis. 30, 545–569. Retrieved from the World Wide Web on: June 2, 2005 from ENVMED.rochester.edu
- Pauly, Philip Joseph. . Oxford, UK: Oxford University Press. 1987  [August 14, 2010]. ISBN 978-0-19-504244-3.
- Sundberg, M.L. (2008) The VB-MAPP: The Verbal Behavior Milestones Assessment and Placement Program
- Basil-Curzon, L. (2004) Teaching in Further Education: A outline of Principles and Practice
- Hardin, C.J. (2004) Effective Classroom Management
- Kaufhold, J. A. (2002) The Psychology of Learning and the Art of Teaching
- Bjork, D. W. (1993) B. F. Skinner: A Life
- Dews, P. B. (Ed.)(1970) Festschrift For B. F. Skinner.New York: Appleton-Century-Crofts.
- Evans, R. I. (1968) B. F. Skinner: the man and his ideas
- Nye, Robert D. (1979) What Is B. F. Skinner Really Saying?. Englewood Cliffs, N.J.: Prentice-Hall.
- Rutherford, A. (2009) Beyond the box: B. F. Skinner's technology of behavior from laboratory to life, 1950s-1970s.. Toronto: University of Toronto Press.
- Sagal, P. T. (1981) Skinner's Philosophy. Washington, D.C.: University Press of America.
- Skinner, B. F. (1953) The Possibility Of A Science Of Human Behavior. NY: The Free House.
- Skinner, B. F. (1976) Particulars of my life: Part 1 of an Autobiography
- Skinner, B. F. (1979) The Shaping of a Behaviorist: Part 2 of an Autobiography
- Skinner, B. F. (1983) A Matter of Consequences: Part 3 of an Autobiography
- Smith, D. L. (2002). On Prediction and Control. B. F. Skinner and the Technological Ideal of Science. In W. E. Pickren & D. A. Dewsbury, (Eds.), Evolving Perspectives on the History of Psychology, Washington, D.C.: American Psychological Association.
- Swirski, Peter (2011) "How I Stopped Worrying and Loved Behavioural Engineering or Communal Life, Adaptations, and B.F. Skinner's Walden Two". American Utopia and Social Engineering in Literature, Social Thought, and Political History. New York, Routledge.
- Wiener, D. N. (1996) B. F. Skinner: benign anarchist
- Wolfgang, C.H. and Glickman, Carl D. (1986) Solving Discipline Problems Allyn and Bacon, Inc